# Willem die Madocke maecte

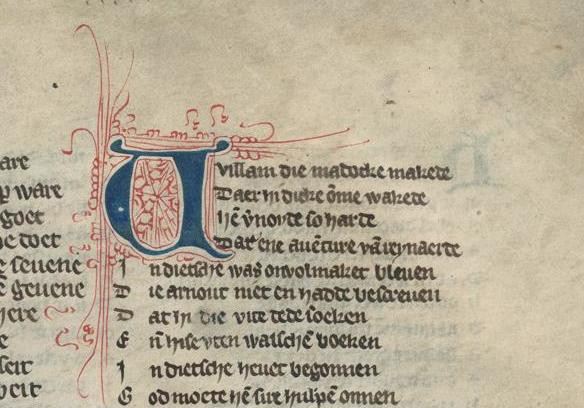
Anfangsverse der Dyckschen Handschrift, ca. 1330–1360

Mit der Phrase Willem die Madocke maecte (mittelniederländisch für „Willem, der Madocke schrieb“) wird im Anfangsvers des Prologs und in den Schlussversen des mittelniederländischen Tierepos Van den vos Reynaerde, einer Verserzählung, die um 1260 verfasst wurde, auf dessen ansonsten unbekannten Autor verwiesen.
Über seine Person ist nichts bekannt. Verschiedene Kandidaten wurden vorgeschlagen, darunter Willem van Boudelo (auch Corthals), Laienbruder im Kloster Boudelo.

## Leben
Über Willems Leben sind keine Einzelheiten bekannt, abgesehen von der Behauptung, er habe Madocke verfasst:
| Original in wissenschaftlicher Edition Willem die Madocke maecte, Daer hi dicken omme waecte, Hem vernoyde so haerde Dat die avonture van Reynaerde In Dietsche onghemaket bleven | Übersetzung in modernes Niederländisch Willem - die Madocke maakte, waar hij dikwijls wakker om was - stoorde zich er zozeer aan dat de verhalen over Reynaert in het Nederlands ongemaakt bleven | Deutsche Übersetzung Willem, der Madocke schrieb, Worüber er oft nachts wach wahr, Es ärgerte ihn so sehr, Dass die Geschichten von Reynaerde Auf Niederländisch ungeschrieben blieben |

Details im Text weisen darauf hin, dass er Französisch und Latein beherrschte und mit dem mittelalterlichen Recht vertraut war. Sprachwissenschaftliche Indizien und Toponyme weisen auf eine Person aus dem Gebiet zwischen Gent und Hulst hin. In den ersten Versen seines Epos über den schlauen Fuchs, das insgesamt 3469 Verse zählt, verweist er darauf, Madocke geschrieben zu haben, ein nie bekannt gewordenes Werk. In den letzten Versen von Van den vos Reynaerde erscheint das Akrostichon „BI WILLEME“:
| Original in wissenschaftlicher Edition Bi Gode, ic dart hu wel raden!’ Isingrijn sprac toten beere: ‘Wat sechdire toe, Brune heere?’ ‘Ic hebbe liever in de rijsere Ligghen dan hier in dysere. Laet ons toten coninc gaen Ende sinen pays daer ontfaen.’ Met Fyrapeel dat si ghinghen Ende maecten pays van allen dinghen. | Übersetzung in modernes Niederländisch Bij God, ik zou het u zeker aanraden!’ Ysingrijn sprak tot de beer: ‘Wat vindt u ervan, heer Bruun?’ - ‘Ik lig liever in de twijgen dan hier in de boeien. Laten we tot de koning gaan en zijn vrede accepteren.’ Zij gingen met Fyrapeel mee en kwamen volledige verzoening overeen. | Deutsche Übersetzung Bei Gott, dass kann ich Ihnen gewiss raten!’ Isingrijn sprach zum Bären: ‘Was halten Sie davon, brauner Herr?’ ‘Ich liege lieber im Dickicht Als in Fesseln. Lass uns zum König gehen Und sein Versöhnungsangebot akzeptieren.’ Mit Fierapeel gingen sie Und kamen in vollständiger Versöhnung überein. |

## Madocke

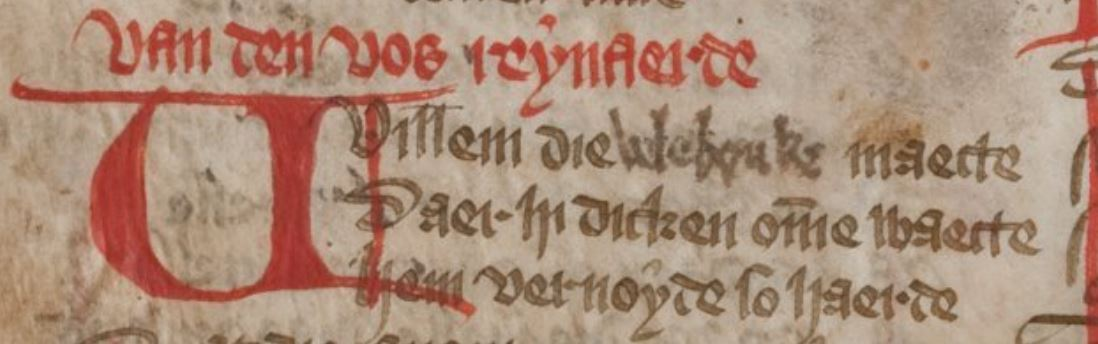
Eröffnungszeilen Van den vos Reynaerde von Willem die Madocke vele bouke maecte in der Comburger Handschrift

Im Epos wird annonciert, dass Madocke ein vorangegangenes mittelniederländisches Werk von Willem ist. Der Name dieses Werks war zunächst unbekannt, da der Begriff in der um 1805 wiedergefundenen Comburger Handschrift einer Rasur zum Opfer fiel: Eine ostflämische Korrekturhand hatte ihn, wahrscheinlich im 15. Jahrhundert, durch vele bouke (mittelniederländisch für „viele Bücher“) ersetzt. 1826 konnte eine Handschrift von Reynaerts historie gefunden werden, die den Titel Madocke ebenso enthält wie die 1908 auf Schloss Dyck gefundene Handschrift. Aufgrund der Ausbesserung spekulierten verschiedene Autoren, ob es sich bei Madocke um ein in Vergessenheit geratenes oder gar verbotenes Werk gehandelt haben könnte.
Es existieren einige Verweise auf Madocke in mittelalterlichen und frühneuzeitlichen Texten. In seiner Rijmbijbel äußert sich Jacob van Maerlants abfällig über das Werk: Kopisten sollen sein Werk ernst nehmen, want dit nes niet madox droem. / Noch reinard noch arturs boerden (denn dies ist nicht Madocs Traum noch Reynaert noch die Artus’ Geschichten). Auch andere Fundstellen greifen Madocs Traum auf, wobei meist auf einen außergewöhnlichen Seinszustand angespielt wird, in dem surreale Dinge passieren. Dies macht plausibel, dass Madoc eine Traumerzählung mit einem gleichnamigen Protagonisten gewesen sein könnte, möglicherweise gar eine Visions- oder Nonsensgeschichte.
Alexia Lagast verwirft in ihrer Übersichtsstudie die gern genannte Hypothese, der Name könnte sich hier auf den walisischen Prinzen Madoc beziehen, der bereits 1170 nach Amerika gesegelt sein soll, da der Ursprung der Sage nicht weiter als ins 15. Jahrhundert verfolgt werden kann. Allerdings ist Madoc im Keltischen ein Beiname für den Fuchs, ähnlich wie es der Reynaert bzw. renard im Französischen ist. Es steht also durchaus die Möglichkeit im Raum, dass Madocke ein keltischer Stoff zugrunde liegt, mit dem Willem über Flamen in Wales in Kontakt gekommen sein könnte. In Kombination mit dem Traummotiv handelte Madocke mithin möglicherweise von einem Fuchs, der in einer Art Traum visionäre oder unsinnige Begebenheiten durchlebt.

## Willem van Boudelo, auch Willem Corthals

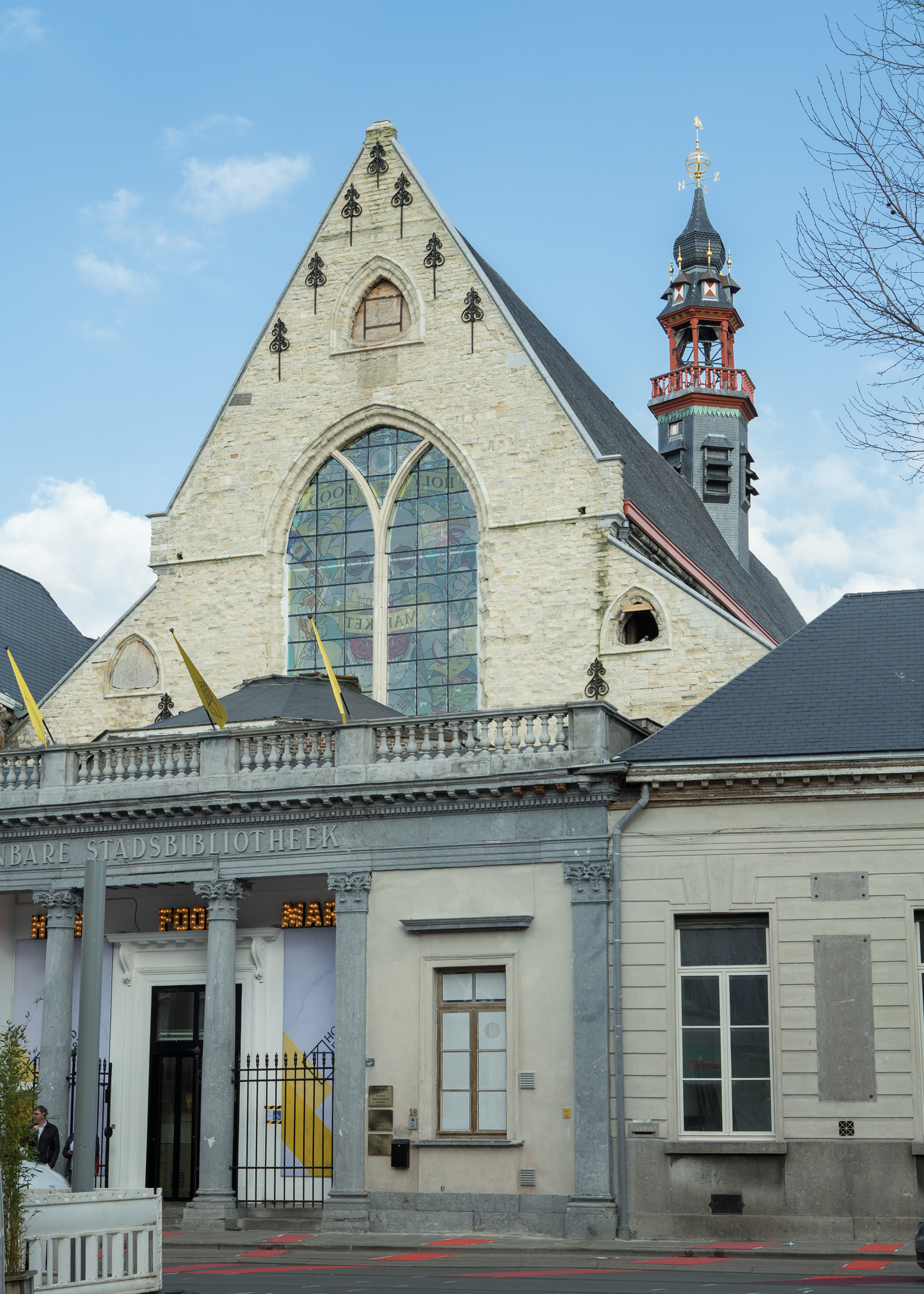
Kirche des ehemaligen Boudeloklosters zu Gent

Als erster verband Napoleon de Pauw den Autor des Reynaert mit Willem, einem Laienbruder des Klosters Boudelo. Maurice Nonneman verwies später auf Parallelen zwischen den Namen einiger Figuren des Epos und denen von Mönchen des Klosters. In den überlieferten Quellen tritt Willem van Boudelo als Experte in finanziellen Fragen, Vermittler, Zeuge und Verkäufer gräflicher Grundstücke auf, dies insbesondere als Angestellter der Gräfin Margarete II. Er scheint bereits 1234 hohe Verantwortung getragen zu haben und vor Juli 1261 gestorben zu sein. 1252 wurde er wegen diverser Angelegenheiten, die das Kloster in Misskredit gebracht hätten, in die Abtei zurückgerufen. Doch bereits 1253 verkaufte er ein riesiges gräfliches Grundstück, was als Vertrauensbeweis durch seine Auftraggeberin Margarete zu werten ist. Auffällig ist auch das Auftreten des kleinen Dorfes Absdale im Reynaert-Text. Von dortigen Grundstücken erhielt das Kloster Einnahmen. Malfliet will darüber hinaus herausgefunden haben, dass Willem van Boudelo ein Grundstück in Absdale gehörte, wie aus Quellen aus den Jahren 1267 und 1280 hervorgehen soll. Zudem soll er 1227 bis 1238 selbst im Kloster gewesen und 1238 bis 1244 als Kleriker am Onze-Lieve-Vrouwehospitaal in Lille beschäftigt gewesen sein.

## Status
Willem die Madocke maecte gilt als wichtiger Autor im niederländischen Sprachraum. Die Geschichte um Reynaert beeinflusste ausländische Autoren. Das Werk wurde gegen 1278 von Balduinus Iuvenis ins Lateinischen übersetzt. 1481 übersetzte William Caxton das gesamte Epos unter dem Titel The Historie of Reynart the Foxe. Johann Wolfgang von Goethe schrieb seine Fabel Reineke Fuchs über den gerissenen Fuchs.

## Inspirationsquellen
Willem ließ sich wahrscheinlich von dem französischen Text Le Plaid (das Plädoyer) inspirieren, einem Teil einer größeren Sammlung von Fuchsgeschichten aus dem frühen 13. Jahrhundert (der Roman de Renart), deren älteste Geschichten gegen 1174 von Perrout de Saint Cloude verfasst wurden. Der Roman de Renart stand seinerseits unter dem Einfluss von Ysengrimus, einem auf Latein verfassten Tierepos, das Wolf und Fuchs die ältesten bekannten Eigennamen Isegrim bzw. Reinecke zuwies. Der Verfasser von Ysengrimus war vermutlich ein Kleriker, der die Lage in der Sankt-Peters-Abtei sowie das religiöse Leben in Gent und der weiteren Umgebung gut kannte. Weitere mögliche Inspirationsquellen bilden die noch älteren, antiken Tierfabeln von Äsop und Phaedrus.

## Trivia
- Willem die Madocke maecte stand 2005 auf der Kandidatenliste der flämischen Version von De Grootste Belg, landete aber auf Platz 214, außerhalb der offiziellen Nominierungsliste.
- 2021 veröffentlichte Nico Dros seinen Roman Willem die Madoc maakte über den Autor von Van den vos Reynaerde.